# Kapern (Schnackenburg)

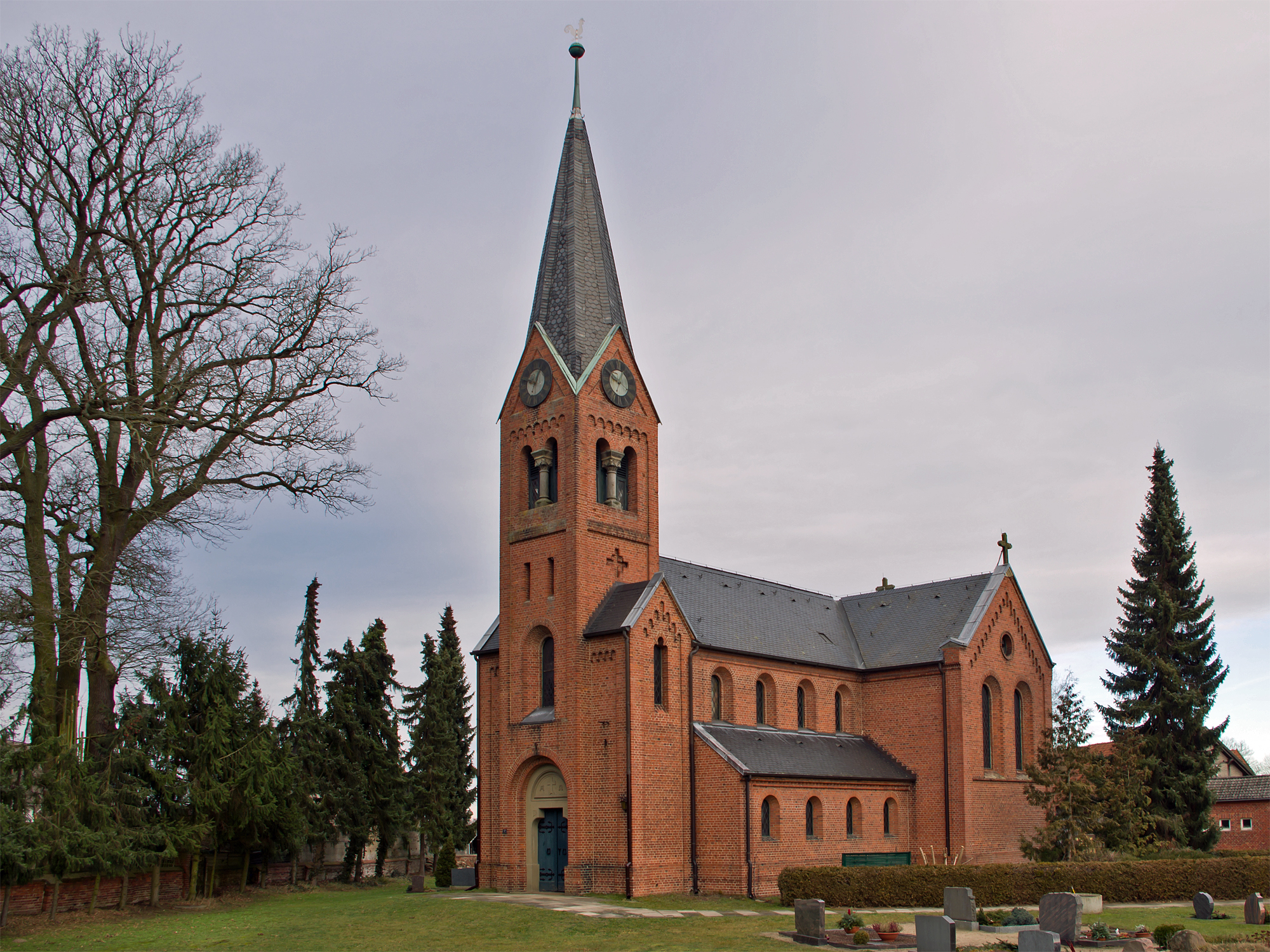
Kirche von Kapern

Kapern ist ein Ortsteil der Stadt Schnackenburg im Landkreis Lüchow-Dannenberg in Niedersachsen.

## Geografie
Der Ort liegt 3 Kilometer südwestlich von Schnackenburg und 26 Kilometer nordöstlich von Lüchow (Wendland), dem Sitz des Landkreises Lüchow-Dannenberg. Die Nachbarorte sind Schnackenburg und Lütkenwisch im Nordosten, Gummern im Osten, Stresow, Klein Wanzer und Aulosen im Südosten, Bömenzien im Süden, Nienwalde im Südwesten, Gartow im Westen, sowie Holtorf im Nordwesten.

## Geschichte
Die erste schriftliche Erwähnung von Kapern stammt aus dem Jahr 1356. Darin wurde der Ort unter „dat Dorp tu kopern“ verzeichnet.